# Пола (селище)
Пола (рос. Пола) — селище в Парфінському районі Новгородської області Російської Федерації.
Населення становить 2276 осіб. Входить до складу муніципального утворення Полавське сільське поселення.

## Історія
Від 2004 року входить до складу муніципального утворення Полавське сільське поселення.

## Населення
| 1959 | 2010  |
| ---- | ----- |
| 1134 | ↗2276 |